# 大卫·菲利普·维特尔
大卫·菲利普·维特尔（David Phillip Vetter，1971年9月21日—1984年2月22日）是一个知名的严重复合型免疫缺乏症患者。由于他的疾病，他只能在一个特殊设计的无菌室内生活。1984年，在骨髓移植中，他感染了传染性单核白血球增多症，15日后去世。